# 罗伯特·斯皮策
羅伯特L.斯皮策（Robert L. Spitzer，1932年5月22日—2015年12月25日），精神科醫師，是建立現代精神障礙分類的主要人物。他是已退休的美國紐約市哥倫比亞大學精神病學教授，曾在哥倫比亞大學精神分析訓練與研究中心研究並任教，任職49年後，於2010年12月退休。他可以說是20世紀最有影響力的精神病學家。

## 對轉換治療的看法
2001年，斯皮策在APA 2001年年度會議上發表了一篇具爭議性的論文：《部分男女同性戀者能否改變他們的性取向？》（Can Some Gay Men and Lesbians Change Their Sexual Orientation?），他在論文中論述，某些積極求改變人可以成功改變性取向，從同性戀轉為異性戀。由於找到100人參與研究誠屬不易，而且這100人算是轉換療法最佳結果的代表，因此斯皮策博士結論說，改變性取向的情況雖然可能發生，但恐怕非常罕見。
APA正式對斯皮策的論文表示不予承認，指出該論文未經同行評審，稱「並無任何已發表的科學證據支持修復療法對改變一個人的性取向真的具有療效」
兩年後，該論文經過同行評審，發表於《性行為記錄檔案》。決定發表該論文一事引發了爭議，一名贊助會員辭職以示抗議，該論文所採用抽樣方法和其所設定的成功標準遭到批評。
2005年，斯皮策在受訪時說：「該研究發表之後，震怒了許多同事」。他還說：「同性戀社群裡，一開始時出現了無比的憤怒情緒，認為我背叛了他們。」被問及是否考慮做後續研究，他説不會，還說他「對這場爭戰感到疲憊」斯皮策表示，雖然他無法確知參與研究的人是否誠實，但他相信那些受訪者對他是坦白無欺的。
但於2012年4月11日，Robert Spitzer 博士決定把他當時2001年所做的研究及其結論收回，其後在網上發表一短片，指當時他在研究的過程中犯下頗嚴重的錯失，引致錯誤理解所得的研究數據，並得出錯誤的結論，所以決定收回當年的研究，並公開致歉。影片 （页面存档备份，存于） （页面存档备份，存于） Spitzer 博士指出，當年他的研究對象均經由提供性向治療的組織轉介，這些研究對象都曾接受這類組織所提供的性向治療服務，但Spitzer 博士當年卻並未有對這些研究對象的可信性作評估。博士解釋，當年他詢問這些研究對象，他們經過性向治療後是否有從同性戀變為異性戀，但博士卻並未能知道，這些對象是否自我欺騙，又或說謊，所以Spitzer 博士總結他2001年的研究結果並不成立，並必須收回當時所做的研究。可惜Spitzer 博士對收回研究的決定，並未獲部分提供性向治療服務的組織所歡迎，而這些組織卻繼續引述該研究，博士對此表示感到不幸，同時指責這種行為是不道德的。除了公開致歉和收回他所做的研究，以及指責部分提供性向治療服務的組織，Spitzer 博士同時在網上發表的短片中強調，同性性傾向是不能被改變的，嘗試去改變的措施都只會帶來失望和傷痛，並寄語同性戀者要積極面對自己的性向，以便讓自己活得更自在。影片 （页面存档备份，存于）